# Jan Jansz van de Velde

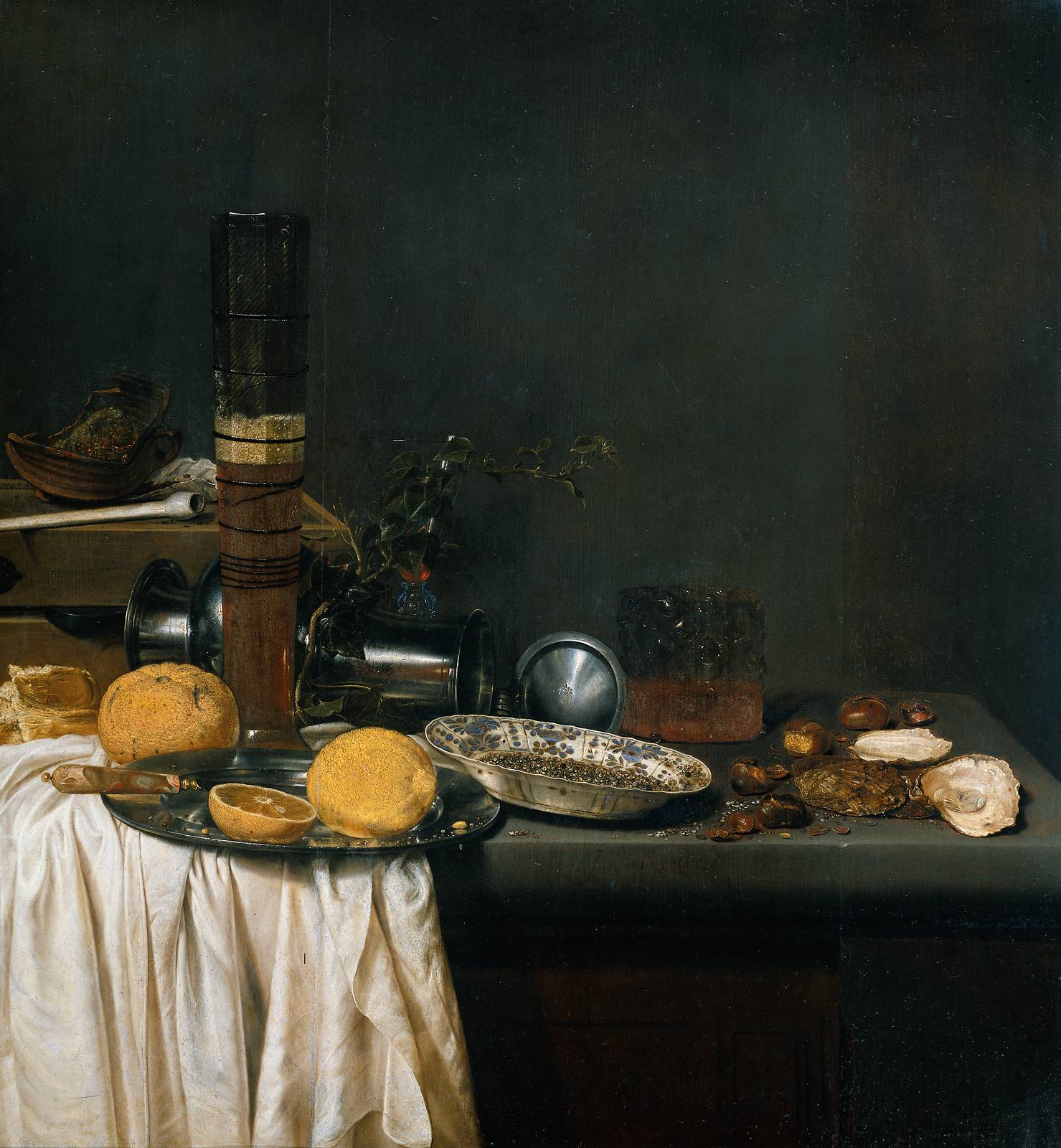
Jan van de Velde (III), Natura morta con passglas, 1647

Jan Jansz van de Velde (Haarlem, 1620 – Enkhuizen, 10 luglio 1662) è stato un pittore e incisore olandese.

## Biografia
Conosciuto anche come Jan van de Velde III, apparteneva a una dinastia di pittori olandesi: suo padre era Jan van de Velde II e suo nonno Jan van de Velde. Le notizie biografiche sono molto scarse. È noto in particolare per le nature morte, realizzate con pochi selezionati oggetti e su fondo nero. Si dedicò in rari casi anche all'incisione.
Si stabilì ad Amsterdam nel 1642. Nel 1649, Jan Jansz van de Velde realizzò una incisione con il Palazzo del Coudenberg, visto a volo d'uccello.

### Altri suoi dipinti
- Natura morta con bicchieri, servizio per fumo e carte (1653), olio su tela - Ashmolean Museum of Art and Archaeology - University of Oxford.
- Natura morta con bottiglia di ceramica, carte e pipe, olio su tela - Museo di belle arti (Budapest).
- Natura morta con passglas e pipe (1657), olio su tela - Frans Hals Museum.
- Natura morta con limone (1660), olio su legno - Castello Reale di Varsavia.
- Natura morta con bicchieri, bottiglia di ceramica e pipe (1651), olio su tela - Rijksmuseum.
- Natura morta con limone, bicchiere e frutta secca, olio su tela - Museo nazionale di Varsavia.
- Natura morta con bicchiere ostriche e limone, olio su tela - National Gallery, Londra.